# Маджотто, Доменико
Доменико Маджотто, настоящее имя Доменико Федели (итал. Domenico Maggiotto, Magiotto o Majotto; Domenico Fedeli; 1712, Венеция — 16 апреля 1794, Венеция) — итальянский живописец венецианской школы академического направления.

## Биография
Доменико Маджотто был сыном венецианского лодочника (barcaiolo) Себастьяно. С десяти лет он обучался рисунку и живописи в мастерской Джованни Баттисты Пьяццетты, став одним из его лучших учеников. В частности, произведения, выполненные Маджотто между 1730 и 1750 годами отражают влияние Пьяццетты.
23 апреля 1738 года Доменико женился на Елене Дзулиани, от которой у него родились сыновья Франческо (1750—1805), который также стал живописцем, взяв прозвание отца в качестве фамилии, и Джузеппе Джованни. Его жена умерла 16 июня 1777 года. После 1754 года Доменико Маджотто переехал из района Санта-Тернита в приход Сан-Джованни-ин-Брагора, где он и его сын Франческо стали членами Братства Святого Иоанна Евангелиста (Confraternita di San Giovanni Battista).
С 1750 года Доменико Маджотто был членом «Коллегии художников» (Collegio dei pittori), а в 1756 году по приглашению Джованни БаттистаТьеполо стал членом Венецианской академии изящных искусств, где занимал преподавательские и административные должности.
Маджотто писал алтарные картины для многих храмов Венеции, в частности для церквей Сан-Сальвадор, Сан-Бартоломео в Вальногаредо, Санта-Мария-дель-Джильо, но отдавал предпочтение живописи бытового жанра.
Его сын Франческо продолжал академический, несколько обезличенный, стиль живописи отца, испытав влияние крупнейших мастеров венецианской живописи восемнадцатого века («Брак в Кане», Падуя, Ораторио делле Димессе; «Аллегория живописи», Венеция, Галерея Академии).
В России Доменико Маджотто известен тем, что в 1765 году в Венеции написал на холсте плафон для Китайского дворца в Ораниенбауме «Муза Урания, обучающая юношу». Плафон был размещён в специально изготовленной раме в «Штофной опочивальне» дворца. В санкт-петербургском Эрмитаже находятся две картины Маджотто. Одна из них — «Ссора игроков» («Ссора за картами») — является парной к картине «Домашний концерт», хранящейся в московском Музее изобразительных искусств им. А. С. Пушкина.

## Галерея
- Юноша с флейтой. 1740-е. Холст, масло. Музей венецианского сеттеченто, Ка-Реццонико, Венеция
- Школа рисунка. Муниципальный музей, Тревизо
- Продавщица фруктов. Между 1745 и 1770. Холст, масло. Рейксмюсеум, Амстердам
- Уснувшая пастушка. Холст, масло. Кунстхалле, Гамбург
- Ссора игроков (Ссора за картами). 1750-е. Холст, масло. Государственный Эрмитаж, Санкт-Петербург
- Муза Урания со статуэткой богини победы Ники. 1765. Холст, масло. Плафон «Штофной опочивальни». Китайский дворец, Ораниенбаум